# 平成ばしる
『平成ばしる』（へいせいばしる）は、テレビ朝日系の関東ローカルで、2018年12月29日 0時20分から1時20分（28日深夜）に放送されたテレビドラマである。主演は稲葉友。
六本木ヒルズの中央に位置するテレビ朝日本社ビル、六本木ヒルズ森タワーに入居するFMラジオ局のJ-WAVE、そしてテレビ朝日本社ビルにあるインターネットテレビ局のAbemaTVという実在するメディアが媒体を越えて、年越しそばを発端に巻き起こる混乱した年末の模様を描いていく。2016年より同局が若手クリエイターを起用する年末深夜ドラマ「年の瀬○○ドラマ」枠での放送。本作は2018年度の「年の瀬ドラマ 第2夜」として放送された。
　

## あらすじ
2018年12月31日の夜、テレビ朝日では「東京らふストーリー」の収録が行われていた。アシスタントプロデューサーの猫宮唯は、この日2本目のゲストである松重豊 を出迎えようとするが、行く途中で年越しそばが足りないことに気づき、慌ててスーパーマーケットへ買い出しに向かう。一方、同時刻で進行していた生放送のラジオ番組対応で、J-WAVEのスタッフは右往左往の大騒ぎ。そんな中、猫宮がスーパーマーケットで購入した蕎麦をカゴに入れて運んでいるのを見かけたJ-WAVEのアシスタントディレクターである江國彩香は、番組で使うためとして蕎麦をひとつ分けてくれるように頼む。実はスタジオに蕎麦を運ぶ途中で転んでしまい、全てこぼしてしまったため途方に暮れていたのだ。しかし、当の猫宮は大切な番組スタッフのための食事であると主張して、彩香の申し出を断る。彩香は一歩も引かず、猫宮と言い争いになってしまう。揉めている最中に猫宮のスマートフォンに着信が入り、特別ゲストの松重豊が予定より早く着いてしまい、六本木ヒルズの車寄せ付近に車を移動させてしまったという連絡が入る。蕎麦を巡る言い争いを止めた猫宮と彩香が話し合った結果、J-WAVEのスタジオに蕎麦を運ぶ役を猫宮が、六本木ヒルズで待っている松重を迎えに行く役を彩香が担当することになった。

## キャスト

### 主要人物
- 猫宮唯（ねこみや ゆい / テレビ朝日アシスタントプロデューサー） - 稲葉友
- 江國彩香（えぐに あやか / J-WAVEアシスタントディレクター） - 阿部純子[1]
- 松重豊（まつしげ ゆたか / 「東京らふストーリー」特別ゲスト） - 松重豊

### ドラマに登場する番組と出演者
登場人物は全て本人役で出演。
「東京らふストーリー」（毎週土曜 0時50分〜（金曜深夜））（テレビ朝日）
山崎弘也（アンタッチャブル）、後藤輝基（フットボールアワー）、岩尾望（フットボールアワー）、新井恵理那
「JUMP OVER」（毎週日曜 23時00分〜 ）（J-WAVE）
松居大悟
「ABEMA的ニュースショー 1週間のNEWSをまさかの目線で」（隔週日曜 11時00分〜 ）（AbemaTV）
千原ジュニア、三谷紬（テレビ朝日アナウンサー）

### ドラマに登場する番組のスタッフ
「東京らふストーリー」
村尾（むらお / 録音部）- 村上航
瀬戸奈美（せと なみ / プロデューサー） - 日高ボブ美
西（にし / アシスタントディレクター） - 広瀬斗史輝
「JUMP OVER」
栗栖（くりす / プロデューサー） - 森下能幸
浜口（はまぐち / ディレクター） - 玉置玲央
ミキサー - 善雄善雄
「ABEMA的ニュースショー 1週間のNEWSをまさかの目線で」
川久保（かわくぼ / スタッフ） - 島丈明
Abema TV 音声マン - 目次立樹
Abema TV カメラマン - 本折最強さとし

### 蕎麦屋関係者
- 山根デン（やまね デン / 蕎麦評論家） - 近江谷太朗
- 毛利稜（もうり りょう / 蕎麦屋店主） - 中村まこと
- 毛利マサオ（もうり マサオ / 毛利稜の息子） - 細井鼓太

### その他
- 警備員（テレビ朝日本社ビルの警備員） - 東迎昂史郎
- ゴーちゃん。 - ゴーちゃん。[注 2]
- 石崎ひゅーい（いしざき ひゅーい / シンガーソングライター） - 石崎ひゅーい[5]
- 妙子（たえこ / 「JUMP OVER」リスナー） - 本仮屋ユイカ[3]

## スタッフ
- 脚本 - きたむらけんじ、松居大悟
- 監督 - 松居大悟
- 主題歌 - 石崎ひゅーい『アンコール』（EPICレコードジャパン）[5]
- プロデューサー - 飯田爽（テレビ朝日）、和田大輔（イメージフィールド）
- 制作協力 - イメージフィールド
- 制作著作 - テレビ朝日